# Jaak Uudmäe
Jaak Uudmäe (Tallinn, 1954. szeptember 3. –) olimpiai bajnok szovjet-észt atléta, hármasugró.

## Pályafutása
A Jõud Tartu versenyzője volt. 1975 és 1988 között 11 észt bajnokságot nyert. 1979-ben és 1980-ban az év észt sportolójának választották. Az 1980-as moszkvai olimpián aranyérmet szerzett a háromszoros olimpiai bajnok Viktor Szanyejev előtt. 1977 és 1983 között a fedett pályás Európa-bajnokságokon három ezüst- és egy bronzérmet szerzett.
Egyéni legjobbja: 17,35 m (1980)
Visszavonulása után atlétikai edzőként dolgozott Otepääben. 1990 és 1998 között Otepää alpolgármestere majd városi tanácsának az elnöke volt. 1998–99-ben az Észt Atlétikai Szövetség főtitkáraként tevékenykedett. 2000 és 2013 között Észtország egyik legrangosabb magániskolájában dolgozott testnevelő tanárként. 2013 óta Tallinn városi tanácsának tagja.

## Sikerei, díjai
- Olimpiai játékok
  - aranyérmes: 1980, Moszkva
- Fedett pályás Európa-bajnokság
  - ezüstérmes (3): 1977, San Sebastián, 1979, Bécs, 1983, Budapest
  - bronzérmes: 1980, Sindelfingen